# Sumur Bandung
Sumur Bandung is een bestuurslaag in het regentschap Tangerang van de provincie Banten, Indonesië. Sumur Bandung telt 8229 inwoners (volkstelling 2010).